# Кони Конверс
Кони Коверс била је један од најраније снимљених кантаутора, извођача који сам пише своју музику и текстове. Стварала предесетих година прошлог вијека али њена музика ступа у јавност тек пола вијека касније. Она је претеча америчке фолк музике, попут Боба Диланаа и Џони Мичел.

## Године у Њујорку
Рођена је 1924. године у Њу Хемпширу, као Елизабет Етон Конверс. Истичући се кроз школовање, бива запажена и награђена стипендијом за Универзитет у Масачусетсу. Након две године студирања напушта студије те одлучује да се пресели у Њујорк. Живела је у Гринвичу Вилиџу, која је у 50-им годинама била центар тинејџера. У то вријеме ту су живели Ален Гинзберг, Џек Керуак и други значајни песници и умјетници. Живот у боемском крају привукао је младу Елизабету. У Њујорку се запослила у једној издавачкој кући. Тада је први пут почела да се представљ као Кони Конверс. Имала је потребу да промијени своје име и идентитет за живот у новом граду. У Њујорку почиње да пише песме, које је понекад имала смјелости да изводи пред пријатељима. Њени родитељи који су били религиозни и није им било драго због њене одлуке и пута који за изабрала. Оно што је била њена највећа жеље, јесте да сними своју музику и објави је. 
Неке од својих пјесама, сама је снимала и слала свом брату док је друге снимио илустратор и аниматор Џин Дајч. Њена је Кони упознала преко заједничког пријатеља . Дајч је подржавао њен рад и једном приликом је повезао са ЦБС телевизијом, на којој је имала свој први јавни наступ.
У годинама које су долазиле, трудила се да успије као извођач али њене жеље биле су далеко од стварности. Њен први наступ, био је и њен посљедњи. Снови су је бацили у очај из немогућности да живи и зарађује од свог рада.
1961. године се сели у Ен Арбор, код свог брата који је тамо живио са породицом. Те године Боб Дилан је наступао у Гринвич Вилиџу те постао један од предводника нове генерације бунтовника. Њен рад остао је непримјетан.

## Одлазак
У Ен Арбору је радила као новинар те након извјесног времена постала уредник новина. Изузетно посвећена послу, престала је да пише своје пјесме. Али одуставши од својих снова, пада у депресију и постаје склона алкохолизму.
Пријатељи и породица, забринути за њено здравље и стање у ком се налазила, покушавали су да јој помогну али од те помоћи није било сврхе. Организовали су јој путовања у Енглеску, на Аљаску, у нади на ће јој нове средине помоћи да се освјести и постане одлучна да се избави из тренутног стња. Али све је то било безуспјешно. 
Живјела је сама, изузетно повучена у свој живот, не дозвољавајући никоме да му се приближи. Управо због ове чињенице, данас се јако мало зна о њеном животу. Не постоји доказ да је некада ступила у љубавну везу али постоји претпоставка изнијета на основу њених пјесма, дубоко емотивних и умјерених ка наговјештају да је имала некога ко јој је био близак, емотивно. 
1974. године новине за које је радила, селе се из града. То је још једно у низу њених разочарења. У то вријеме Кони је напунила 50 година. Када је породица позвала да иде са њима на путовање, она се није појавила на истом, већ је спаковала своје ствари и одвезла се у непознато. 
Њена породица, као ни пријатељи, више никада нису чили нити једну ријеч о њој. За собом је поставила писма посвећена пријатељима и породицу, у којима говори о својој жељи да крене негдје друго и покуша да пронађе свој мир. У писму брату она пише:
„Људско друштво фасцинира и испуњава тугом и радошћу; ја само не могу пронаћи место да се уклопим.“
Породица је након небројено покушаја да је пронађе, прихватила њену одлуку.